# برار (هند)
برار، ناحیه‌ای قدیمی در غرب کشور هند است که در شرق ایالت مهاراشترا واقع شده است. نام باستانی این ناحیه، وبداربها ذکر شده و در کتاب‌های مذهبی هندوان به این نام از آن یاد شده‌است. ابوالفضل علامی، نام اصلی این منطقه را وردانت گزارش کرده است و معنای آن را متشکل از دو واژه وردا به معنای نام یک رود و نت به معنی کنار آورده است. این منطقه دارای یک پیشینه کهن تاریخی است و جایگاهی برای هندو مذهبان بوده‌است. این شهر بعدها به تصرف مسلمانان درآمد. پس از دست یابی مسلمانان به این منطقه، با دریافت غرامت سنگین دوباره سرزمین را به حکمران هندو بازپس دادند. این منطقه به سال ۷۱۹ قمری / ۱۳۱۹ میلادی، برار ضمیمه سرزمین‌های سلاطین دهلی گردید و در دوره سلطنت بهمنیان دکن، به عنوان یکی از استان‌های پنج‌گانه قلمرو قرار گرفت. بهمنیان به سال ۹۳۲ قمری سقوط کردند و بارر جایگاه حکومت سلسله عمادشاهیان شد. در این دوره این منطقه گسترش و توسعه فرهنگی چشمگیری یافت. در سال ۱۰۰۴ قمری، این منطقه به تصرف نیروهای اکبرشاه بابری درآمد و یکی از دوازده صوبه سرزمین بابریان گردید.
در دوره ضعف حکومت بابریان، آصف جاهیان در سده ۱۲ قمری، حکومت شبه مستقلی را در دکن تشکیل داد که این منطقه تحت سلطه آنان قرار گرفت. در سال ۱۱۵۱ قمری، بخشی از برار به تصرف مراتهه‌ها درآمد و تا ۱۲۱۸ قمری، تحت فرمان آنان قرار گرفت. مراتهه‌ها و حکمرانان آصف جاهی، برای تسلط بر این منطقه، با هم دچار نزاع شدند. این نزاع باعث آسیب‌های فراوانی به منطقه شد. پس از شکست مراتهه‌ها، انگلیسی ها در سال ۱۸۰۳ میلادی، برار را دوباره تحت تسلط آصف جاهیان قرار دادند. در سال ۱۲۶۹ قمری، برار تحت قرمان حکومت استعماری انگلیس قرار گرفت.

## آثار و ابنیه
از دوران تسلط مسلمانان بر این سرزمین، آثار و ابنیه مختلفی در این منطقه باقی مانده‌است که بیشتر آنها را مساجد کوچک و بزرگ در شهرهای مختلف برار تشکیل داده‌اند. این مساجد، مربوط به دوره‌های مختلف حکومت مسلمانان در این ناحیه است. از ویژگی‌های این مساجد می توان به وجود چند گنبد و ۵ در ورودی اشاره کرد. برخی از این مساجد عبارتند از: مسجد جامع گاویل گره، مسجد جامع ناندرا و مسجد جامع ایلچپور. از دیگر بناهای ماندگار از آن دوران، دژ نارنالا و عمیدگاه را می‌توان یاد کرد. مسلمانان در این ناحیه از دوره سلاطین دهلی، حضور و اقامت داشتند. مهاجرت مسلمانان، در دوره حکومت آصف جاهیان در دکن، افزایش یافت.